# Synagoge (Amersfoort)
De Synagoge in de Nederlandse stad Amersfoort is een religieus bouwwerk van de joodse gemeenschap van de Nederlands Israëlitische Gemeente aan de Drieringensteeg.
In 1727 werd de synagoge aan de Drieringensteeg gesticht, die nog steeds bestaat. Na de inwijding was de leiding in handen van tabakshandelaar Abraham Italiaander. Hij zorgde ervoor dat de minderheid Sefardische joden en de Asjkenazische Joden als één gemeente verdergingen.  In 1941 telde de Joodse gemeente ongeveer 700 leden. De helft van de Joden viel ten prooi aan de Shoah (onderdeel van de Holocaust waarbij het om de Joden ging).
In 2009 is er een actieve orthodox-joodse gemeenschap in Amersfoort. Er zijn er twee rabbijnen woonachtig, namelijk rabbijn Shimon Evers en rabbijn Binyomin Jacobs. Beiden zijn werkzaam voor het Interprovinciaal Opperrabbinaat. Er worden minstens eens per week synagogediensten gehouden.

## Het bouwwerk
Het gebouw is gebouwd in 1727. De kleine vierkante sjoel werd in 1843 vergroot. Het rijksmonument heeft een ronde achterkant in de Muurhuizen, met de ingang in de uitbouw aan de Drieringensteeg. Bij het tweehonderdjarig bestaan in 1927 werden de ramen door de Haarlemse glazenier Willem Bogtman voorzien van joodse symbolen in art-decostijl. Tijdens de Tweede Wereldoorlog is het pand inwendig vernield, maar later weer opgeknapt. In 1949 is de synagoge gerestaureerd. Hierbij kwam ook de oorspronkelijke kleurstelling uit 1843 terug. Het neogotische bouwwerk heeft fraaie spitsboogramen.
De begraafplaats was achter de Bloemendalse Buitenpoort aan het eind van de Bloemendalsestraat. 